# Хмелівка (Сумський район)
Хмелі́вка — село в Україні, у Краснопільській селищній громаді Сумського району Сумської області. Населення становить 473 особи. До 2016 орган місцевого самоврядування — Хмелівська сільська рада.
До сільської ради входило ще 3 населенні пункти: село Веселе, село Виднівка і село Лозове. Всього на території сільської ради проживало 740 осіб.

## Географія
Село Хмелівка розташоване на відстані 4 км від селища Краснопілля, за 2 км — село Виднівка. До міста Суми 55 км.
Поруч пролягає автомобільний шлях Т 1901 міжобласного сполучення Суми-Харків.

## Історія
- Село постраждало внаслідок геноциду українського народу, проведеного урядом СРСР у 1932–1933 та 1946–1947 роках.
- 12 червня 2020 року, відповідно до розпорядження Кабінету Міністрів України № 723-р «Про визначення адміністративних центрів та затвердження територій територіальних громад Сумської області», село увійшло до складу Краснопільської селищної громади[2].
- 19 липня 2020 року, в результаті адміністративно-територіальної реформи та ліквідації Краснопільського району, увійшло до складу новоутвореного Сумського району[3].

## Населення

### Мова
Розподіл населення за рідною мовою за даними :
| Мова            | Кількість | Відсоток |
| --------------- | --------- | -------- |
| українська      | 573       | 93.48%   |
| російська       | 38        | 6.20%    |
| інші/не вказали | 2         | 0.32%    |
| Усього          | 613       | 100%     |

## Економіка
Базового господарства немає. Всі землі  в оренді в ООО «Семереньки» і ООО «Чернеччинське». Раніше існувало ТОВ «Хмелівське»,ще раніше існував колгосп ім.Гагаріна. За радянських часів була збудована 2 великі свино-товарна ферма(12 тис.голів) і молочна ферма, але за часів незалежності все це прийшло в занепад. В селі є три магазини- два належать приватним підприємцям, а один УКООПСПІЛЦІ. Двічі на тиждень проходять базарні дні, куди приїжджають підприємці з усього району.

## Соціальна сфера
- Хмелівська  загальноосвітня  школа  І – ІІІ  ступенів  Краснопільської  районної ради Сумської області
- Дитячий садок
- Фельдшерський пункт
- Пожежне депо
- Будинок культури
- Сільська бібліотека
- Бар-ресторан
- Стадіон ФК "ТЕМП"
- Церква